# Saint-Sulpice-de-Bellengreville
Saint-Sulpice-de-Bellengreville of Saint-Sulpice-de-Bellengrevillette is een gehucht en voormalige gemeente in de Franse gemeente Bellengreville in het departement Seine-Maritime. Het gehucht ligt in het zuidoosten van de gemeente, tegen de grens met Envermeu. Het ligt minder dan een kilometer ten zuidoosten van het dorspcentrum van Bellengreville, waarmee het tegenwoordig door lintbebouwing is verbonden. Door het gehucht stroomt de Eaulne.

## Geschiedenis
Oude vermeldingen van de naam gaan terug tot rond 996-1007 in Ricardus de Sancto Supplitio en de 13de eeuw in Ecc. Sancti Supplicii. Uit 1396 dateert een vermelding van Berengrevillette en uit de 15de eeuw vermeldingen als Ecc. Sancti Sulpicii de Berengervilla en Saint Sulpice de Bellengrevillette. De 18de-eeuwse Cassinikaart toont hier de parochie St. Sulpice. 
Op het eind van het ancien régime eind 18de eeuw, toen de gemeenten werden gecreëerd, werd Saint-Sulpice-de-Bellengreville een gemeente. De kerk werd in 1809 verkocht om gesloopt te worden.
In 1822 werd de gemeente Saint-Sulpice-de-Bellengreville al opgeheven en net als het naburige Inerville aangehecht bij de gemeente Bellengreville.
Kadasterkaarten en de Carte de l'état-major uit de 19de eeuw en latere kaarten geven hier eigenlijk een gehucht Bellengrevillette aan ten noorden van de Eaulne, en een gehucht Saint-Sulpice ten zuiden van de Eaulne.
Bellengreville · Breuilly · Inerville · Saint-Sulpice-de-Bellengreville